# Badminton vid europeiska spelen
Badminton vid europeiska spelen är badmintontävlingar som ingår i de europeiska spelen. Badminton var en av de 20 sporter som fanns med vid de första europeiska spelen 2015. Sporten finns med på programmet även under andra upplagan 2019.

## Grenar
Precis som under olympiska spelen har fem grenar avgjorts under tävlingarna (två för herrar, två för damer och en mix). 
|           |  |   |   |  |  |  |  |  |  |  |  |  |  |  |  |  |  |  |  |  |  |  |  |  |  |  |
| Badminton |  | 5 | 5 |  |  |  |  |  |  |  |  |  |  |  |  |  |  |  |  |  |  |  |  |  |  |  |

## Medaljörer

### 2015
Se även Badminton vid europeiska spelen 2015.
| Gren       | Guld                                     | Silver                                          | Brons                                                                |
| Herrsingel | Pablo Abián (ESP)                        | Emil Holst (DEN)                                | Dieter Domke (GER) · Kęstutis Navickas (LTU)                         |
| Herrdubbel | Danmark Mathias Boe Carsten Mogensen     | Ryssland Vladimir Ivanov Ivan Sozonov           | Tyskland Raphael Beck Andreas Heinz Irland Joshua Magee Sam Magee    |
| Damsingel  | Line Kjaersfeldt (DEN)                   | Lianne Tan (BEL)                                | Petya Nedelcheva (BUL) · Clara Azurmendi (ESP)                       |
| Damdubbel  | Bulgarien Gabriela Stoeva Stefani Stoeva | Ryssland Ekaterina Bolotova Evgeniya Kosetskaya | Danmark Lena Grabak Maria Helsbøl Turkiet Özge Bayrak Neslihan Yiğit |
| Mixdubbel  | Danmark Niclas Nøhr Sara Thygesen        | Frankrike Gaetan Mittelheisser Audrey Fontaine  | Tyskland Raphael Beck Kira Kattenbeck Irland Sam Magee Chloe Magee   |

### 2019
Se även Badminton vid europeiska spelen 2019.
| Gren        | Guld                                        | Silver                                               | Brons                                                                         |
| Herrsingel  | Anders Antonsen (DEN)                       | Brice Leverdez (FRA)                                 | Raul Must (EST) · Misha Zilberman (ISR)                                       |
| Herrdubbel  | Storbritannien Marcus Ellis Chris Langridge | Danmark Kim Astrup Sørensen Anders Skaarup Rasmussen | Ryssland Vladimir Ivanov Ivan Sozonov Nederländerna Jelle Maas Robin Tabeling |
| Damsingel   | Mia Blichfeldt (DEN)                        | Kirsty Gilmour (GBR)                                 | Line Kjærsfeldt (DEN) · Jevgenija Kosetskaja (RUS)                            |
| Damdubbel   | Nederländerna Selena Piek Cheryl Seinen     | Storbritannien Chloe Birch Lauren Smith              | Frankrike Émilie Lefel Anne Tran Ryssland Ekaterina Bolotova Alina Davletova  |
| Mixeddubbel | Storbritannien Marcus Ellis Lauren Smith    | Storbritannien Chris Adcock Gabby Adcock             | Irland Sam Magee Chloe Magee Frankrike Thom Gicquel Delphine Delrue           |